# テルモピュライの戦い (紀元前279年)
テルモピュライの戦い（テルモピュライのたたかい、古希: Μάχη των Θερμοπυλών）は、ガリア連合軍とギリシア連合軍との戦い。ボイオティア連合とアテナイを主力にしたギリシア連合軍は、地形の利とアテナイ海軍との連携攻撃を活かしてガリア連合軍と勇敢に戦った。この戦いでガリア連合軍は大半の兵力を失ったが、ギリシア側はたった40名と軽微な損害に留まった。

## 背景
かつてガリア人はアレクサンドロス大王に使者を送りギリシアと友好関係を築いていたが、彼の死後、ギリシア世界への進出を画策し始めた。ギリシアと接するイリュリアやトラキアに侵入を繰り返し、中には定住する者まで現れた。ギリシア本土にも度々侵入しており、マケドニアはディアドコイ戦争中も彼らの侵入に悩まされていた。
ガリア将軍のブレンヌスは、諸部族集会で今こそ豊かなギリシア南部に進撃すべきだと説き、その為には全部族の力を合わせなければならないことを強調した。これを受けてガリア諸部族はギリシア南部の侵略のために協力することを決め、20万以上の大規模な軍隊を編成するに至った。その最終的な目標は、ギリシア最大の富を誇るデルポイであった。
これはペルシア以来の大軍勢であり、しかも、今回は好戦的かつ勇猛なガリア人たちの軍である。ガリア人たちはアッリアの戦いでローマ軍のファランクスを破っており、ギリシアにとっても恐ろしい敵であった。ギリシア諸都市は防衛することを決意し、狭い地形でファランクスを有効活用できるテルモピュライへと布陣した。その数は2万以上に及び、ファランクスを展開して隘路を守った。テルモピュライの隘路のすぐ近くの沿岸部にはアテナイの三段櫂船の船団が配備された。

## 戦いの経過
テルモピュライの隘路に陣取るギリシア重装歩兵部隊を視認したブレンヌスは、ガリア軍に突撃命令を下した。しかし、ギリシアのファランクスはガリア軍を押し返し、ガリア人の死体の山が築かれる一方であった。それに加え、側面の沿岸部からアテナイ海軍の矢玉が途切れなくガリア軍を襲い、ガリア軍は遂に戦意を喪失して退却した。組織的な退却ではなかったため、ガリア軍は退却時にも混乱が生じ、味方を押し倒したり、踏みつぶしたりして、自滅していった。この一戦で、ガリア軍は大量の戦死者が出たが、ギリシア軍はたった40名ほどであった。
ブレンヌスはギリシア軍の強さに正面突破を諦め、周辺の都市国家を襲撃することでギリシア軍兵力を分散させようとした。襲撃は4万ほどの兵力で行われ、周辺の都市国家は略奪の憂き目にあった。これに対処するべく、ギリシア軍は大半の兵力を都市国家防衛に当たらせた。ブレンヌスの陽動作戦は成功したかに思われたが、駆けつけたギリシア軍によって襲撃部隊が撃破され、生き延びた襲撃部隊は半数の2万足らずだけで、他はギリシア軍によって殺戮された。これによって、ガリア連合軍の兵力は更に乏しくなってしまった。
しかし、ギリシア軍の背後へと続く秘密の抜け道の存在を知ったブレンヌスは、自ら軍を率いてギリシア軍の背後に回ろうとした。ギリシア軍は撤退を決め、沿岸部にいたアテナイ海軍に飛び乗ってその場を後にした。ガリア連合軍はギリシア軍を包囲殲滅できると喜んだが、既にそこはもぬけの殻であった。

## 戦いの影響
生き残った4万のガリア連合軍は致命的な損害を被りながらも、財宝への欲望に取り憑かれてデルポイへと遠征を開始した。デルポイに迫るガリア人に立ち向かったのはフォキス率いるギリシア連合軍であった。数では劣ったが、ファランクスによってガリア連合軍と激しい戦いを繰り広げ、遂にこれを撃退した。更に、ガリア連合軍の野営地を包囲して猛攻撃を仕掛けた。ガリア人たちはパニック状態に陥り、敵と見誤って味方同士で殺し合った。命からがらガリア連合軍は逃げ出すも、その時には4万の兵力もたった1万に減っていた。残った1万の兵力も寒さと飢えで死に絶え、遂にガリア連合軍は全滅した。

## ギリシア軍の勝因
敵は20万を超える大軍勢であったにもかかわらず、ギリシアは大勝利を収めた。地形を上手く利用したファランクス陣形と、その側面からのアテナイ海軍の援護が決定的な勝因となった。これは、同じくファランクスで戦ったが、ガリア人に大敗を喫してしまったローマ人とは対照的な結果である。ローマのファランクスは貧富の差が激しく団結力が欠いており、ここから、ファランクスにおいて重要なことは、まず何よりも団結力であることが分かる。テルモピュライの戦いは、レオニダス1世と300人のスパルタ人同様、ギリシアのファランクスは団結力と地形を上手く使えば古代世界で無敵であることを証明した。